# Peter Dolving
Peter Wilhard Ingvar Dolving, född 24 oktober 1969 i Mölndal, är en svensk sångare, låtskrivare och musiker som sjöng i banden Rosvo och BringTheWarHome samt tidigare som Peter Dolving Band och i Mary Beats Jane och The Haunted.

## Historia

### Mary Beats Jane
Hardcore/thrash metal-bandet Mary Beats Jane med Peter Dolving som sångare gav ut sitt självbetitlade debutalbum 1994 och fick för det en grammis för "Bästa hårdrock" samma år, med motiveringen "En nervpirrande smältdegel av starka melodier, tidstypisk aggressivitet och en utomordentlig spelteknisk kraft". Två år senare gav de ut sitt andra album, Locust. Bandet är numera upplöst enligt Dolving i en intervju i oktober 2008.

### The Haunted
Thrash metal-bandet The Haunted bildades 1996 av forna medlemmar från At the Gates och året därpå blev Peter Dolving dess sångare. Det självbetitlade debutalbumet gavs ut av Earache Records 1998 och därefter lämnade Dolving bandet och ersattes som sångare av Marco Aro. När denne i sin tur lämnade The Haunted 2003 återvände Dolving till sin plats som bandets sångare och frontfigur. Första albumet med Dolving på sång efter återkomsten var rEVOLVEr 2004, vilket gavs ut av Century Media. Sedan dess har ytterligare två album getts ut, på samma skivbolag. The Dead Eye kom 2006 och Versus gavs ut 2008. 
Efter utgivningen av Versus turnerade The Haunted i Europa och Nordamerika, och sommaren 2009 spelade de på ett antal festivaler, bland andra Metaltown, Emmabodafestivalen och spanska "Piorno Rock". Bandet turnerar mycket över huvud taget och de senaste åren har The Haunted genomfört i genomsnitt 150 spelningar per år. The Haunteds sjunde studioalbum, Unseen, gavs ut 16 mars 2011.
Den 29 februari 2012 meddelade Dolving via sin facebook-sida att han återigen lämnar bandet.

### Peter Dolving Band och BringTheWarHome
Under namnet Peter Dolving Band utgavs 2000 EP:n Just 'cause you can talk, don't mean I have to listen samt albumen One of Us, 2001, och Bad Blood, 2003. Projektet bytte därefter namn till BringTheWarHome och består förutom av Dolving på gitarr och sång också av gitarristerna Manne Andreasson och Ulf Wederbrand, basisten Petter Eriksson, trummisen Mårten Magnefors samt pianist/keyboardist Nils Dahl. Som BringTheWarHome gav bandet ut sitt första album, Rejoice!, i oktober 2008. 
I mars 2011 släpptes en nyutgåva av EP:n Just 'cause you can talk, don't mean I have to listen genom Suicide Records. EP:n har ett nytt skivomslag designat av Peter Dolving själv samt ett extraspår i form av låten Let 'em swing som skrevs inför EU-toppmötet i Göteborg 2001 men aldrig gavs ut på skiva.

### Solo
2012 gav Peter Dolving på egen hand ut skivan Thieves and Liars. Thieves and Liars mixades av Tue Madsen, och Per Möller Jensen spelar trummor. Resten av instrumenten spelas av Peter Dolving

### Skrivande och gästmedverkan
Peter Dolving debuterade som författare 2011 med den självbiografiska boken "Sieg Heil Svensson", utgiven på förlaget King Ink. Peter Dolving skriver också aktivt på sin Myspace-blogg och har för avsikt att ge ut bearbetade delar av det skrivna i bokform under namnet "Burn Victim". Han har också deltagit som gästsångare med två låtar på 2007 års album Satelite Bay med bandet Long Distance Calling samt en låt på EP:n Warning med gruppen ColdTears som gavs ut  2008.
2017–2019 drev Peter Dolving youtubekanalen 'Peace Of Mind'.

## Privatliv
Dolving har i flera intervjuer beskrivit sig som anarkist.

## Diskografi

### Med Mary Beats Jane
- Mary Beats Jane - 1994
- Locust - 1996

### Med The Haunted
- The Haunted - 1998
- rEVOLVEr - 2004
- The Dead Eye - 2006
- Versus - 2008
- Unseen - 2011

### Peter Dolving Band
- Just 'cause you can talk, don't mean I have to listen - 2000 samt som nyutgåva 2011
- One of Us - 2001
- Bad Blood - 2003

### Med BringTheWarHome
- Rejoice! - 2008

### Solo
- Thieves and Liars - musikåret 2012

### Övrigt
- Satelite Bay (2007) av Long Distance Calling - Dolving gästsjunger på låtarna The Very Last Day och Swallow the Water
- Warning (2009) EP av ColdTears - Dolving gästsjunger på låten No Ordinary Ghost